# Alció del paradís comú
L'alció del paradís comú (Tanysiptera galatea) és una espècie d'ocell de la família dels alcedínids (Alcedinidae) que habita la selva humida de les Moluques, Nova Guinea i algunes illes properes.